# Francisco Javier Amérigo y Aparici

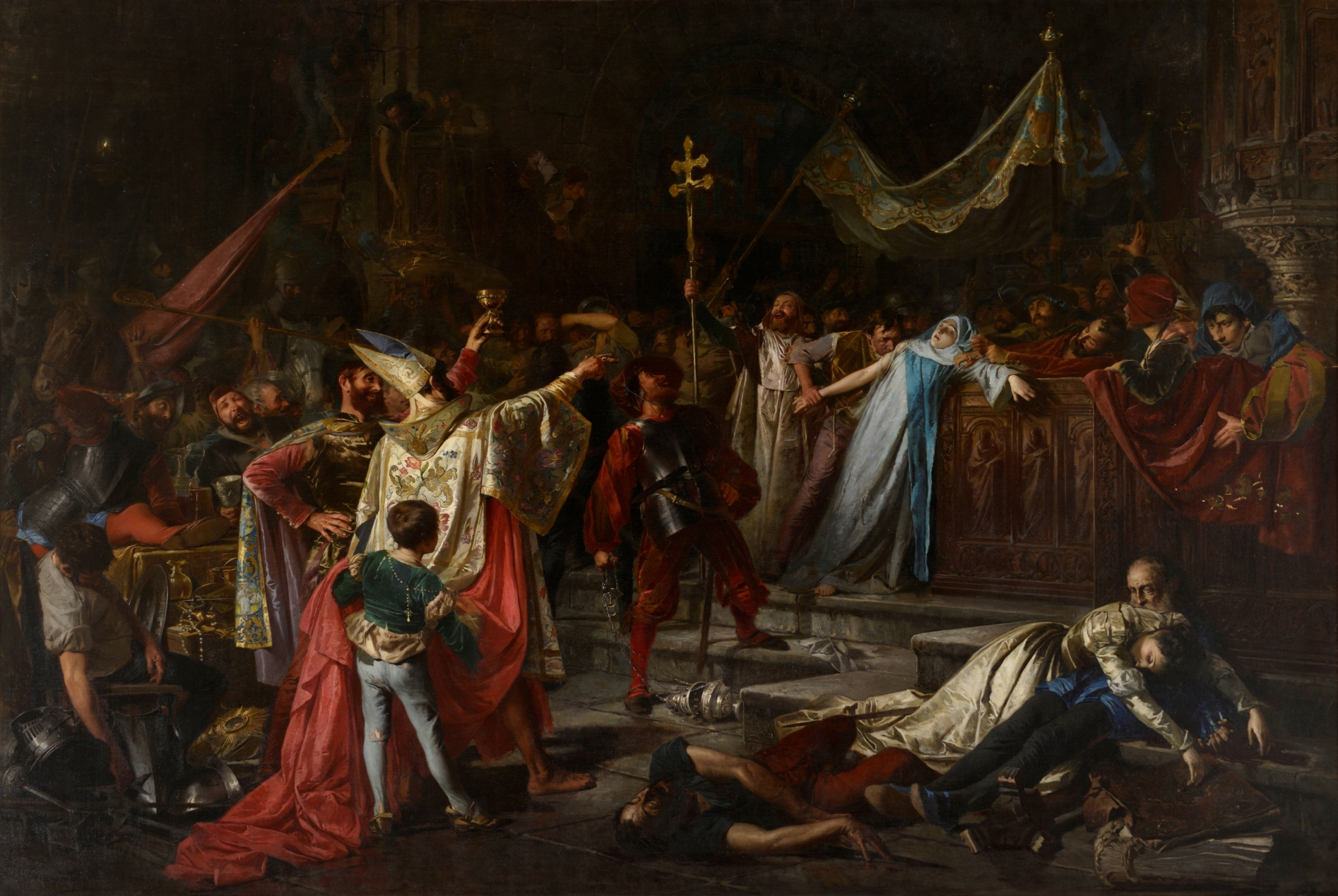
El Saco de Roma, pertanyent al fons del Museu Víctor Balaguer és una pintura en la qual es representa una de les escenes de l'entrada de les tropes de Carles V a Roma.

Francisco Javier Amérigo y Aparici (València, 1842 - Madrid, 1912) fou un pintor valencià.
Amérigo y Aparici es va formar inicialment a la Reial Acadèmia de Belles Arts de Sant Carles de València, on va ser deixeble de Francisco Martínez Yago (pare de Salvador Martínez Cubells, amb qui va fer amistat). Temps després es va formar a la Reial Acadèmia de Belles Arts de San Fernando a Madrid i d'aquí marxà a Roma l'any 1865, on va conèixer a Eduardo Rosales y Gallina i Marià Fortuny.
Fou des de la Ciutat Eterna des d'on envià la peça Un Viernes Santo en el Coliseo de Roma, amb la que guanyà la medalla de segona classe a l'Exposició Nacional de Belles Arts de 1876. L'any següent, i coincidint amb la seva tornada a Espanya, va presentar l'obra Del Saqueo de Roma amb la que va guanyar la medalla de primera classe. Aquesta obra la va dedicar al seu amic Víctor Balaguer amb la dedicatoria Al gran poeta Balaguer- su admirador- Amérigo, a qui li regalà la peça per la seva incipient col·lecció de la Biblioteca Museu Víctor Balaguer.
Posteriorment, l'any 1892 va obtenir el mateix premi amb l'obra Derecho de Asilo.
Amérigo va realitzar també pintures religioses, com ara les del sostre de la Real Basílica de San Francisco el Grande de Madrid i va dissenyar escenografies per al Teatro Martín de Madrid.